# 胡柯
胡柯（?—?），字伯信，南宋吉州人。
生卒年與事迹均失考。曾官登仕郎。與周必大為同鄉好友。慶元元年（1195年），周必大致仕歸里，邀集胡柯與彭叔夏等，針對《文苑英华》再作校訂，嘉泰元年（1201年）《文苑英华》終於付印。慶元二年（1196年），與孫謙益、丁朝佐、曾三異、羅泌等共校《歐陽文忠公集》。胡柯另撰有《廬陵歐陽文忠公年譜》，收入今版《歐陽文忠公集》。